# Édith et Marcel
Édith et Marcel és una pel·lícula francesa dirigida per Claude Lelouch estrenada el 1983.

## Argument
1947. La cantant Édith Piaf i el boxejador Marcel Cerdan són tots dos al cim de les seves glòries respectives. La seva trobada farà néixer una història d'amor plena de passió, durant dos anys, massa curts.
S'ha dit i escrit que l'únic gran amor de Piaf era el que tenia per a Cerdan.
En efecte, mentre que posava el peu a l'estrep de la majoria dels seus amants que començaven en la cançó o l'espectacle, havia descobert en Marcel Cerdan una glòria de l'esport mundial. Tenien tots dos la mateixa notorietat. Cerdan no esperava res d'ella.
La pel·lícula testimonia aquesta història d'amor bonica que s'aturarà una nit d'octubre de 1949, en alguna part entre París i Nova York, a prop de les Açores.
Paral·lelament, Claude Lelouch posa en escena una altra història d'amor entre un presoner de guerra bastant primari, encarnat per Jacques Villeret i la seva padrina de guerra quasi sòsia d'Edith però pertanyent a una família de notables. Aquesta història també acaba malament. En efecte, la correspondència mantinguda és esbiaixada. El presoner ha fet escriure les seves cartes pel seu tinent, interpretat per Francis Huster. La veritat quan ella apareix és tràgica.

## Anècdotes
- El paper de Marcel Cerdan havia de ser interpretat per Patrick Dewaere, però es va suïcidar uns dies abans del rodatge.

## Repartiment
- Évelyne Bouix: Édith Piaf / Margot de Villedieu
- Jacques Villeret: Jacques Barbier
- Francis Huster: Francis Roman
- Jean-Claude Brialy: Loulou Barbier
- Jean Bouise: Lucien Roupp
- Marcel Cerdan Jr: Marcel Cerdan
- Charles Gérard: Charlot
- Charlotte de Turckheim: Ginou Richer
- Micky Sébastian: Marinette Cerdan
- Maurice Garrel: el pare de Margot
- Ginette Garcin: Guite
- Philippe Khorsand: Jo Longman
- Jany Gastaldi: Momone
- Candice Patou: la germana de Margot
- Tanya Lopert: El professor d'anglès
- Jean Rougerie
- Beata Tyszkiewicz
- Fouad Sakete
- Stéphane Ferrara
- Dominique Benkouai
- Michel Chapier
- Yveline Ailhaud
- Pierre Aknine
- Mireille Audibert
- Jean-Pierre Bacri
- Marc Berman
- François Bernheim
- Corinne Blue
- Jean-Claude Bourbault

## Al voltant de la pel·lícula
- En la banda sonora, les cançons d'Édith Piaf són interpretades per Mama Béa Tékielski.